# Плавання на літніх Олімпійських іграх 2020 — 200 метрів вільним стилем (жінки)
Змагання з плавання на 200 метрів вільним стилем серед жінок на літніх Олімпійських іграх 2020 тривали з 26 по 28 липня 2021 року в Олімпійському центрі водних видів спорту. Це була чотирнадцята поспіль поява цієї дисципліни на Олімпійських іграх. Її проводили на кожній Олімпіаді, починаючи з 1968 року.

## Рекорди
Перед цими змаганнями чинні світовий і олімпійський рекорди були такими:
| Світовий рекорд     | Федеріка Пеллегріні (ITA) | 1:52.98 | Рим, Італія             | 29 липня 2009 | [ 2 ] [ 3 ] |
| Олімпійський рекорд | Еллісон Шмітт (USA)       | 1:53.61 | Лондон, Велика Британія | 31 липня 2012 | [ 4 ]       |

## Кваліфікація
Олімпійський кваліфікаційний норматив для цієї дисципліни становить 1 хвилина 57,28 секунди. За цим нормативом від кожного Національного олімпійського комітету (NOC) можуть автоматично кваліфікуватися щонайбільше дві плавчині, виконавши його на затверджених кваліфікаційних змаганнях. Норматив олімпійського відбору становить 2 хвилини 0,80 секунди. За цим нормативом від кожного НОК може кваліфікуватися щонайбільше одна плавчиня, що посідає досить високе місце у світовому рейтингу, поки не буде вичерпано квоту для всіх плавальних дисциплін. НОК, що ще не має плавчині в жодній дисципліні, може скористатися зі свого права на універсальну квоту.

## Формат змагань
Змагання складаються з трьох раундів: попередні запливи, півфінали та фінал. Плавчині, що показали 16 найкращих результатів у попередніх запливах, виходять до півфіналів. Плавчині, що показали 8 найкращих результатів у півфіналах, виходять до фіналу. У тому разі, коли на останнє місце потрапляння до півфіналів чи фіналу претендують дві, чи більше плавчині з однаковим часом, передбачено перепливання.

## Розклад
Змагання тривають три дні, кожен раунд наступного дня. Вказано японський стандартний час (UTC + 9)
| Дата     | Час   | Раунд             |
| -------- | ----- | ----------------- |
| 26 липня | 19:00 | Попередні запливи |
| 27 липня | 10:30 | Півфінали         |
| 28 липня | 10:41 | Фінал             |

## Результати

### Попередні запливи
Плавчині, що показали 16 найкращих результатів незалежно від запливу, виходять до півфіналу.
| Місце | Заплив | Доріжка | Плавчиня                 | Країна                           | Час     | Примітки |
| ----- | ------ | ------- | ------------------------ | -------------------------------- | ------- | -------- |
| 1     | 2      | 4       | Кейті Ледекі             | США (USA)                        | 1:55.28 | Q        |
| 2     | 2      | 6       | Пенні Олексяк            | Канада (CAN)                     | 1:55.38 | Q        |
| 3     | 4      | 4       | Аріарн Тітмус            | Австралія (AUS)                  | 1:55.88 | Q        |
| 4     | 2      | 5       | Медісон Вілсон           | Австралія (AUS)                  | 1:55.87 | Q        |
| 5     | 4      | 6       | Саммер Макінтош          | Канада (CAN)                     | 1:56.11 | Q        |
| 6     | 4      | 5       | Ян Цзюньсюань            | Китай (CHN)                      | 1:56.17 | Q        |
| 7     | 3      | 6       | Барбора Сіманова         | Чехія (CZE)                      | 1:56.38 | Q        |
| 8     | 3      | 5       | Шівон Хогі               | Гонконг (HKG)                    | 1:56.48 | Q        |
| 9     | 3      | 2       | Ізабель Марі Ґозе        | Німеччина (GER)                  | 1:56.80 | Q        |
| 10    | 2      | 3       | Шарлотт Бонне            | Франція (FRA)                    | 1:56.88 | Q        |
| 11    | 3      | 3       | Фрея Андерсон            | Велика Британія (GBR)            | 1:56.96 | Q        |
| 12    | 4      | 3       | Еллісон Шмітт            | США (USA)                        | 1:57.10 | Q        |
| 13    | 4      | 7       | Анніка Брун              | Німеччина (GER)                  | 1:57.15 | Q        |
| 14    | 2      | 7       | Еріка Фейрветер          | Нова Зеландія (NZL)              | 1:57.26 | Q        |
| 15    | 3      | 4       | Федеріка Пеллегріні      | Італія (ITA)                     | 1:57.33 | Q        |
| 16    | 3      | 7       | Валерія Саламатіна       | Олімпійський комітет Росії (ROC) | 1:58.33 | Q        |
| 17    | 2      | 1       | Яня Шегель               | Словенія (SLO)                   | 1:58.38 |          |
| 18    | 3      | 1       | Джоанна Еванс            | Багамські Острови (BAH)          | 1:58.40 |          |
| 19    | 4      | 1       | Андреа Мурез             | Ізраїль (ISR)                    | 1:58.97 |          |
| 20    | 4      | 2       | Лі Бінцзє                | Китай (CHN)                      | 1:59.03 |          |
| 21    | 2      | 2       | Вероніка Андрусенко      | Олімпійський комітет Росії (ROC) | 1:59.17 |          |
| 22    | 3      | 8       | Снефрідур Йоруннардоттір | Ісландія (ISL)                   | 2:00.20 |          |
| 23    | 4      | 8       | Елісбет Гамес            | Куба (CUB)                       | 2:00.56 |          |
| 24    | 1      | 4       | Ієва Малука              | Латвія (LAT)                     | 2:03.75 |          |
| 25    | 1      | 3       | Беатріс Падрон           | Коста-Рика (CRC)                 | 2:04.56 |          |
| 26    | 2      | 8       | Нгуєн Тхі Ань Вьєн       | В'єтнам (VIE)                    | 2:05.30 |          |
| 27    | 1      | 5       | Габріела Сантіс          | Гватемала (GUA)                  | 2:07.24 |          |
| 28    | 1      | 6       | Ліна Хіяра               | Марокко (MAR)                    | 2:08.80 |          |
| 29    | 1      | 2       | Габріелла Дуейхі         | Ліван (LBN)                      | 2:11.29 |          |

### Півфінали
Плавчині, що показали 8 найкращих результатів незалежно від запливу, виходять до фіналу.
| Місце | Заплив | Доріжка | Плавчиня            | Країна                           | Час     | Примітки |
| ----- | ------ | ------- | ------------------- | -------------------------------- | ------- | -------- |
| 1     | 1      | 5       | Аріарн Тітмус       | Австралія (AUS)                  | 1:45.82 | Q        |
| 2     | 1      | 6       | Шівон Хогі          | Гонконг (HKG)                    | 1:55.16 | Q        |
| 3     | 2      | 4       | Кейті Ледекі        | США (USA)                        | 1:55.34 | Q        |
| 4     | 1      | 3       | Ян Цзюньсюань       | Китай (CHN)                      | 1:55.98 | Q        |
| 5     | 2      | 6       | Барбора Сіманова    | Чехія (CZE)                      | 1:56.14 | Q        |
| 6     | 1      | 4       | Пенні Олексяк       | Канада (CAN)                     | 1:56.39 | Q        |
| 7     | 2      | 8       | Федеріка Пеллегріні | Італія (ITA)                     | 1:56.44 | Q        |
| 8     | 2      | 5       | Медісон Вілсон      | Австралія (AUS)                  | 1:56.58 | Q        |
| 9     | 2      | 3       | Саммер Макінтош     | Канада (CAN)                     | 1:56.82 |          |
| 10    | 1      | 7       | Еллісон Шмітт       | США (USA)                        | 1:56.87 |          |
| 11    | 2      | 2       | Ізабель Марі Ґозе   | Німеччина (GER)                  | 1:57.07 |          |
| 12    | 2      | 7       | Фрея Андерсон       | Велика Британія (GBR)            | 1:57:10 |          |
| 13    | 1      | 2       | Шарлотт Бонне       | Франція (FRA)                    | 1:57.35 |          |
| 14    | 2      | 1       | Анніка Брун         | Німеччина (GER)                  | 1:57.62 |          |
| 15    | 1      | 8       | Валерія Саламатіна  | Олімпійський комітет Росії (ROC) | 1:59.14 |          |
| 16    | 1      | 1       | Еріка Фейрветер     | Нова Зеландія (NZL)              | 1:59.14 |          |

### Фінал
| Місце | Доріжка | Плавчиня            | Країна          | Час     | Примітки |
| ----- | ------- | ------------------- | --------------- | ------- | -------- |
| 1     | 4       | Аріарн Тітмус       | Австралія (AUS) | 1:53.50 | OR       |
| 2     | 5       | Шівон Хогі          | Гонконг (HKG)   | 1:53.92 | AS       |
| 3     | 7       | Пенні Олексяк       | Канада (CAN)    | 1:54.70 |          |
| 4     | 6       | Ян Цзюньсюань       | Китай (CHN)     | 1:55.01 |          |
| 5     | 3       | Кейті Ледекі        | США (USA)       | 1:55.21 |          |
| 6     | 2       | Барбора Сіманова    | Чехія (CZE)     | 1:55.45 |          |
| 7     | 1       | Федеріка Пеллегріні | Італія (ITA)    | 1:55.91 |          |
| 8     | 8       | Медісон Вілсон      | Австралія (AUS) | 1:56.39 |          |